# Scottish League Challenge Cup 2011/12
Der Scottish League Challenge Cup wurde 2011/12 zum 21. Mal ausgespielt. Der Pokalwettbewerb der offiziell als Ramsdens Challenge Cup ausgetragen wurde, begann am 23. Juli 2011 und endete mit dem Finale am 1. April 2012. Am Wettbewerb nahmen die Vereine der Scottish Football League sowie zwei Vereine aus der Highland Football League teil. Der FC Falkirk gewann den Titel zum vierten Mal in der Klubgeschichte.

## 1. Runde
Ausgetragen wurden die Begegnungen am 23./24. Juli 2011.
|                 | Ergebnis        |                     |
| --------------- | --------------- | ------------------- |
| Airdrie United  | 0:5             | FC Livingston       |
| Albion Rovers   | 0:2             | Annan Athletic      |
| FC Arbroath     | 1:2 n. V.       | FC Dundee           |
| Ayr United      | 2:0 n. V.       | Queen of the South  |
| Brechin City    | 1:2             | FC Falkirk          |
| FC Clyde        | ?:? (3:4 i. E.) | Berwick Rangers     |
| FC Deveronvale  | 1:3             | Stirling Albion     |
| Forfar Athletic | ?:? (5:4 i. E.) | Buckie Thistle      |
| FC Montrose     | 1:6             | FC East Fife        |
| Partick Thistle | 2:1             | FC Stenhousemuir    |
| FC Peterhead    | ?:? (5:4 i. E.) | Alloa Athletic      |
| FC Queen’s Park | 0:2             | Hamilton Academical |
| Raith Rovers    | 2:1             | FC Cowdenbeath      |
| Ross County     | 1:2             | Elgin City          |
| FC Stranraer    | 0:8             | Greenock Morton     |

## 2. Runde
Ausgetragen wurden die Begegnungen 9. August 2011.
|                     | Ergebnis |                 |
| ------------------- | -------- | --------------- |
| Annan Athletic      | 4:2      | Peterhead       |
| Ayr United          | 3:0      | Raith Rovers    |
| FC Dumbarton        | 0:2      | Berwick Rangers |
| FC East Fife        | 2:0      | Elgin City      |
| FC Falkirk          | 1:0      | FC Dundee       |
| Forfar Athletic     | 0:5      | Greenock Morton |
| Hamilton Academical | 1:0      | Partick Thistle |
| FC Livingston       | 5:0      | Stirling Albion |

## Viertelfinale bis Finale
| Viertelfinale 4. September 2011 | Viertelfinale 4. September 2011 | Viertelfinale 4. September 2011 |                     |   | Halbfinale 9. Oktober 2011 | Halbfinale 9. Oktober 2011 | Halbfinale 9. Oktober 2011 |  |  | Finale 1. April 2012 | Finale 1. April 2012 | Finale 1. April 2012 |
|                                 |                                 |                                 |                     |   |                            |                            |                            |  |  |                      |                      |                      |
|                                 | Ayr United                      | 0                               |                     |   |                            |                            |                            |  |  |                      |                      |                      |
|                                 | Annan Athletic                  | 1                               |                     |   |                            |                            |                            |  |  |                      |                      |                      |
|                                 | Annan Athletic                  | 1                               | Annan Athletic      | 0 |                            |                            |                            |  |  |                      |                      |                      |
|                                 |                                 |                                 | Annan Athletic      | 0 |                            |                            |                            |  |  |                      |                      |                      |
|                                 |                                 | FC Falkirk                      | 3                   |   |                            |                            |                            |  |  |                      |                      |                      |
|                                 | FC East Fife                    | FC Falkirk                      | 3                   | 1 |                            |                            |                            |  |  |                      |                      |                      |
|                                 |                                 |                                 |                     | 1 |                            |                            |                            |  |  |                      |                      |                      |
|                                 | FC Falkirk                      | 4                               |                     |   |                            |                            |                            |  |  |                      |                      |                      |
|                                 | FC Falkirk                      | 4                               | FC Falkirk          | 1 |                            |                            |                            |  |  |                      |                      |                      |
|                                 |                                 |                                 |                     | 1 |                            |                            |                            |  |  |                      |                      |                      |
|                                 |                                 | Hamilton Academical             | 0                   |   |                            |                            |                            |  |  |                      |                      |                      |
|                                 | Hamilton Academical             | Hamilton Academical             | 0                   | 2 |                            |                            |                            |  |  |                      |                      |                      |
|                                 |                                 |                                 |                     | 2 |                            |                            |                            |  |  |                      |                      |                      |
|                                 | Greenock Morton                 | 1                               |                     |   |                            |                            |                            |  |  |                      |                      |                      |
|                                 | Greenock Morton                 | 1                               | Hamilton Academical | 1 |                            |                            |                            |  |  |                      |                      |                      |
|                                 |                                 |                                 | Hamilton Academical | 1 |                            |                            |                            |  |  |                      |                      |                      |
|                                 |                                 | FC Livingston                   | 0                   |   |                            |                            |                            |  |  |                      |                      |                      |
|                                 | Berwick Rangers                 | FC Livingston                   | 0                   | 1 |                            |                            |                            |  |  |                      |                      |                      |
|                                 |                                 |                                 |                     | 1 |                            |                            |                            |  |  |                      |                      |                      |
|                                 | FC Livingston                   | 2                               |                     |   |                            |                            |                            |  |  |                      |                      |                      |

## Finale
| FC Falkirk                                                    | FC Falkirk | Hamilton Academical | Hamilton Academical |
| ------------------------------------------------------------- | --- | --- | ------------------- |
| FC Falkirk                                                    | \| 1. April 2012 in Livingston (Braidwood Motor Company Stadium) \| \| Ergebnis: 1:0 (1:0) \| \| Zuschauer: 5.210 \| \| Schiedsrichter: Brian Winter \| \| Spielbericht \|                                               | \| 1. April 2012 in Livingston (Braidwood Motor Company Stadium) \| \| Ergebnis: 1:0 (1:0) \| \| Zuschauer: 5.210 \| \| Schiedsrichter: Brian Winter \| \| Spielbericht \|                                                                             | Hamilton Academical |
| FC Falkirk                                                    | Michael McGovern – Kieran Duffie, Tam Scobbie, Darren Dods , Murray Wallace – Jay Fulton, Craig Sibbald (86. Blair Alston), Mark Millar, Willie Gibson, David Weatherston – Farid El Alagui Cheftrainer: Steven Pressley | David Hutton – Simon Mensing, Mark McLaughlin (71. Andy Ryan), Lee Kilday – Jon Routledge, Daniel Redmond, Alex Neil , Jim McAlister, Jordan Kirkpatrick (46. Stephen Hendrie), – Mark Stewart (46. Greig Spence), Jon McShane Cheftrainer: Billy Reid | Hamilton Academical |
| FC Falkirk                                                    | 1:0 Darren Dods (2.) | | Hamilton Academical |
| FC Falkirk                                                    | Fulton | Neil | Hamilton Academical |
| 1. April 2012 in Livingston (Braidwood Motor Company Stadium) | | |                     |
| Ergebnis: 1:0 (1:0)                                           | | |                     |
| Zuschauer: 5.210                                              | | |                     |
| Schiedsrichter: Brian Winter                                  | | |                     |
| Spielbericht                                                  | | |                     |